# Obsza

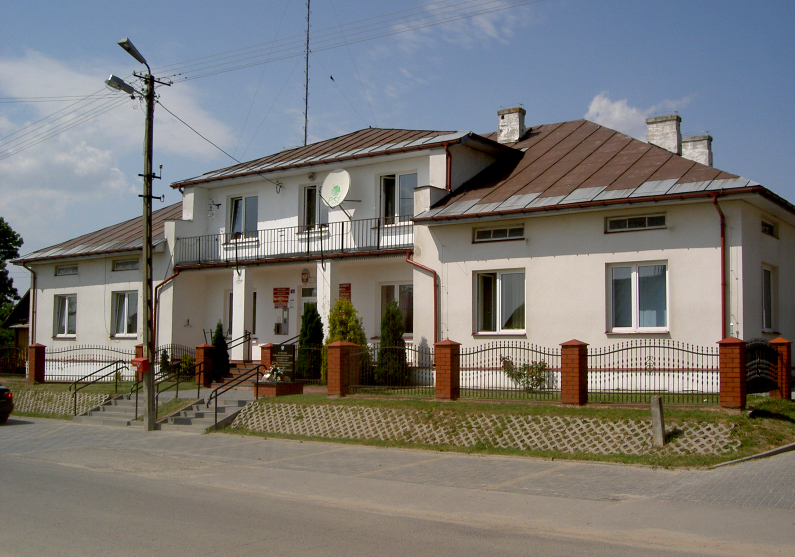
Urząd Gminy w Obszy

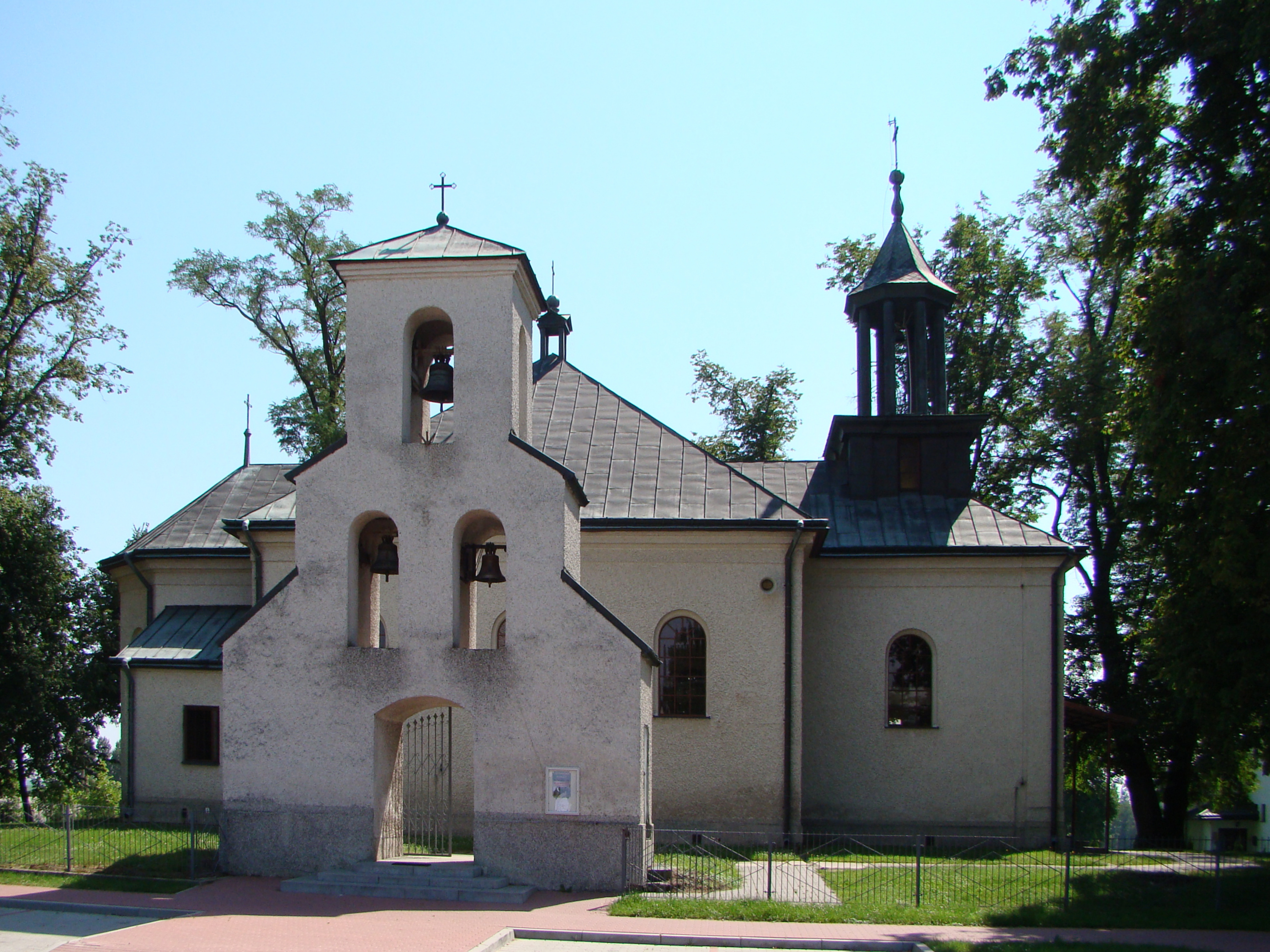
Kościół pw. Wniebowzięcia Najświętszej Marii Panny

Obsza (pierwotnie Psza lub Psze) – wieś w Polsce położona w województwie lubelskim, w powiecie biłgorajskim, w gminie Obsza. Leży na Płaskowyżu Tarnogrodzkim.
Wieś jest sołectwem, siedzibą w gminy Obsza oraz rzymskokatolickiej parafii Wniebowzięcia Najświętszej Maryi Panny. Według Narodowego Spisu Powszechnego (III 2011 r.) wieś liczyła 794 mieszkańców i była trzecią co do liczby ludności miejscowością gminy.
Gmina Obsza jest  najdalej wysuniętą  na południe gminą woj. lubelskiego. Równolegle do wsi przebiega droga wojewódzka nr 863 w relacji Tarnogród – Cieszanów.

## Historia
Obsza była siedzibą ruskiego rodu Kustrów i leżała w ziemi przemyskiej (województwo ruskie). Od XV wieku Obsza stała się wsią królewską, w 1515 wzmiankowana jako należąca do grodu w Leżajsku, a potem w starostwie Zamch, z którym w 1588 znalazła się w dobrach Jana Zamoyskiego (później Ordynacji Zamojskiej). W 1867 Obsza została siedzibą gminy Babice w nowo utworzonym powiecie biłgorajskim. Podczas okupacji hitlerowskiej wieś została wysiedlona przez Niemców, a gospodarstwa polskie objęli Ukraińcy.
W latach 1954–1972 wieś była siedzibą gromady Obsza. W latach 1975–1998 miejscowość administracyjnie należała do województwa zamojskiego. 

## Zabytki i atrakcje turystyczne
W Obszy znajduje się zabytkowy kościół Wniebowzięcia Najświętszej Maryi Panny, zbudowany w 1860 jako cerkiew unicka, następnie użytkowany przez parafię prawosławną. Znajdują się tu również trzy cmentarze: unicko-prawosławny z XIX w., zachowany szczątkowo, prawosławny z XIX w. oraz rzymskokatolicki ze zbiorowymi mogiłami żołnierzy Wojska Polskiego z września 1939 roku.
Przez Obszę przebiega czerwony szlak rowerowy. Prowadzi on do Puszczy Solskiej (gdzie łączy się z innym szlakiem rowerowym i pieszymi tzw.szlak ziemi Józefowskiej) i wraca do Obszy.

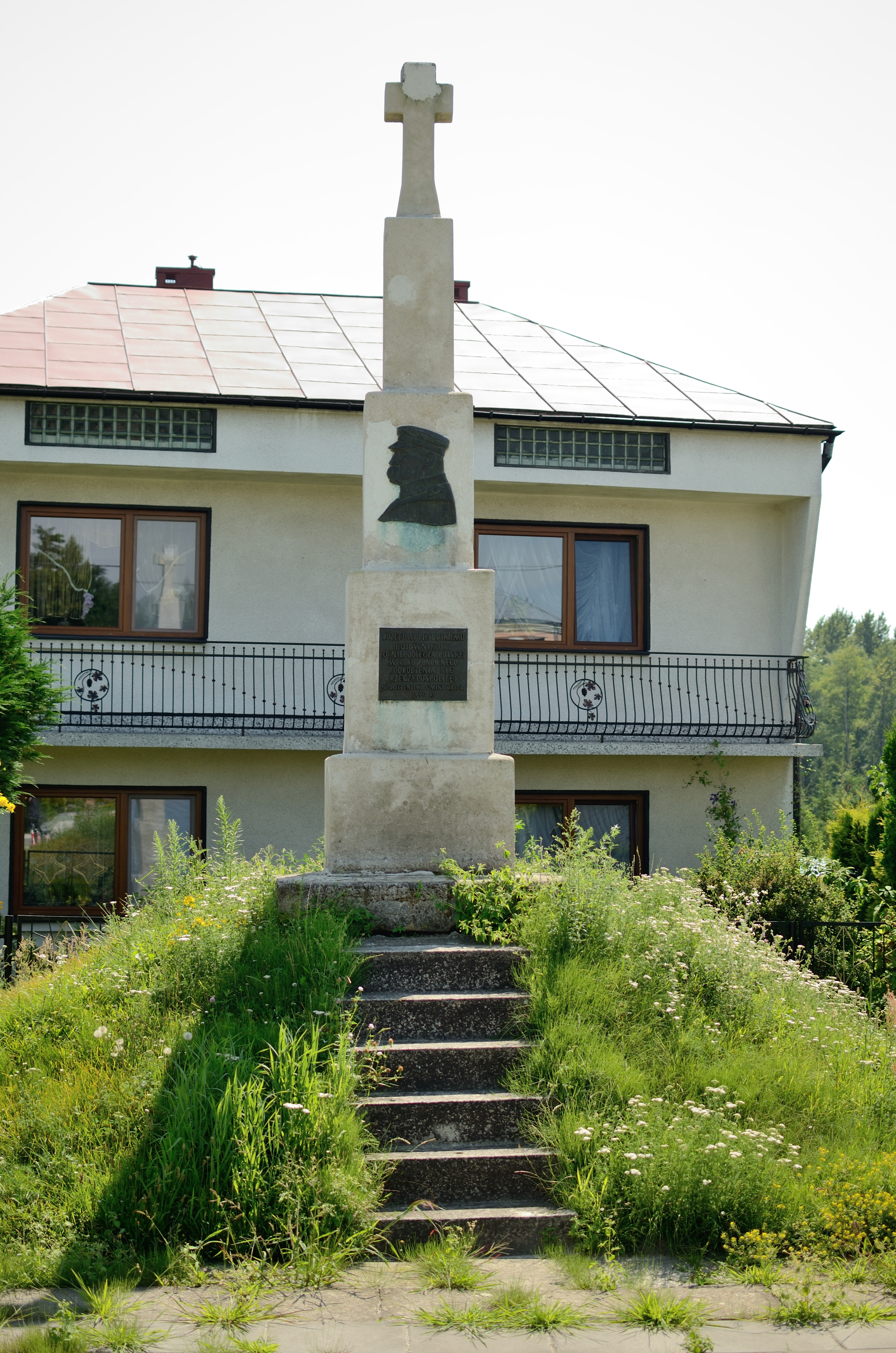
Pomnik Józefa Piłsudskiego w Obszy